# 青柳古墳群
青柳古墳群（あおやぎこふんぐん）は、埼玉県児玉郡神川町にある古墳群（群集墳）。

## 概要
270基余りの古墳が確認され、十二ヶ谷戸・二ノ前・南塚原・北塚原・上竹・関口・元阿保・四軒左家・城戸野・海老ヶ久保の10支群に分かれ分布している。
2009年（平成21年）7月からの南塚原支群の発掘で、平安時代の土壙墓から完全な形の灰釉陶器の椀が出土した。

## 主な古墳

### 南塚原10号墳
径10～15メートルの円墳。主体部は、弱い胴張りのある両袖型横穴式石室で、南西方向に開口する。副葬品は、大刀6（内1つに銀象嵌）・鉄鏃81・飾弓金具9・刀子2・鐔2・勾玉13・ガラス小玉257・切小玉4・丸玉22・耳環6でほほ原位置を保って出土した。6世紀末～7世紀初頭の築造。遺物は1993年（平成5年）2月17日付けで町指定有形文化財に指定された。

### 諏訪ノ木古墳
径14メートルの円墳。墳丘は畑の下に埋没している。墳丘は2段築成で葺石が施されている。平坦面には埴輪が並べられていた。主体部は無袖型横穴式石室で、南西方向に開口する。副葬品は、ガラス小玉2・滑石製臼玉1・耳環3が出土した。また前庭部から須恵器群と金銅装大刀鞘の破片が発掘されている。6世紀中頃～後半の築造。埴輪類は1993年（平成5年）2月17日付けで町指定有形文化財に指定された。

### 大塚稲荷古墳
南塚原支群の1つ。径40メートル・高さ6.5メートルの6世紀後半築造の円墳で、円筒埴輪や形象埴輪が出土した。2002年（平成14年）5月31日付けで町指定史跡に指定された。